# Renato Cariani
Renato Pessoa Cariani (São Paulo, 4 de julho de 1976) é um químico, empresário, influenciador digital e fisiculturista brasileiro.

## Carreira
Cariani nasceu no dia 4 de julho de 1976, no bairro Cidade Dutra, em São Paulo. Filho de um operário industrial e uma empregada doméstica, teve uma infância simples, e sofreu bullying na escola por usar roupas desgastadas e por seu peso. Quando ainda estudava, começou a trabalhar como auxiliar de laboratório aos 15 anos, terminando o ensino médio profissionalizante e tendo passado por empresas como a Natura. Nesse meio tempo Cariani começou a gostar da musculação, em parte para se livrar do bullying. Cariani relata que começou a competir em competições de fisiculturismo aos 20 anos, ficando em segundo lugar no Campeonato Paulista quando tinha 23 anos. Um ano depois, interrompeu a carreira "porque era um esporte pouco valorizado". Voltou a competir aos 40 anos, e se tornou fisiculturista profissional em 2020, quando conquistou o Pro Card.
Nas redes sociais, Cariani posta conteúdos diariamente estimulando práticas esportivas e falando sobre dietas e culto ao corpo. Em outubro de 2023, o portal ge descreveu Cariani como "um dos principais nomes do mundo fitness e o maior apoiador do fisiculturismo brasileiro". Até aquele momento, Cariani contava com mais de 14 milhões de seguidores nas redes sociais e 1 bilhão de visualizações. O Lance! escreveu: "É difícil encontrar alguém que não saiba quem é Renato Cariani", e descreveu-o como "referência no cenário do fisiculturismo brasileiro".

## Vida pessoal
Cariani é formado em educação física, química e administração de empresas. Teve seu primeiro filho, Guilherme Cariani, fruto de seu primeiro casamento, aos 24 anos. Foi homenageado, em 2019, com o Título de "Cidadão São-Bernardense" pelo vereador Estevão Camolesi. É sócio-diretor em uma indústria química do ABC Paulista.

### Operação da Polícia Federal
Em dezembro de 2023, Cariani foi indiciado pela Polícia Federal (PF) pelos crimes de tráfico equiparado, associação ao tráfico de drogas e lavagem de dinheiro. Cariani foi suspeito de desviar de produtos químicos para a produção de drogas para o narcotráfico. Cariani negou as acusações. Após dez meses de investigações, em 30 de janeiro de 2024 a PF concluiu o inquérito com o indiciamento dele e de mais dois amigos pelos crimes supracitados. Em 16 de fevereiro de 2024, a Justiça de Diadema acolheu a denúncia apresentada pelo Ministério Público de São Paulo, e Renato Cariani tornou-se réu por suspeita de tráfico de drogas, associação para o tráfico e lavagem de capitais. Além dele, outras quatro pessoas também foram denunciadas pelo mesmo crime.